# Unió Gremial
La Unió Gremial - Federació de Gremis i Associacions del Comerç Valencià és una entitat sense ànim de lucre d'àmbit autonòmic creada l'any 1913. Actualment està integrada per 103 entitats de les comaques valencianes i integra a autònoms i xicotetes i mitjanes empreses de comerç, indústria, serveis i artesans. Alhora, Unió Gremial és entitat fundadora de la Confederació de Comerciants i Autònoms de la Comunitat Valenciana (COVACO), L'Empresarial i UNECOM.

## Objectius
Unió Gremial funciona d'instrument interlocutori entre les xicotetes i mitjanes empreses, les administracions públiques i la resta d'agents socials en tots els seus nivells (municipal, autonòmic i estatal). A més a més, aspira a recuperar el nivell de reconeixement social de què l'empresa tradicional ha gaudit històricament entre la societat valenciana. Per tant, el seu principal objectiu és la defensa dels autònoms, dels xicotetes i mitjanes empreses i dels seus interessos així com aprovisionar-los d'aquells recursos necessaris per a incrementar la seua competitivitat i adaptació als canvis del mercat.
Així, les entitats membres d'Unió Gremial comparteixen la creença en la importància de l'associacionisme que potència el grau de competitivitat de la xicoteta i mitjana empresa i aconsegueix economies d'escala i polítiques comunes d'imatge i comunicació.

## Història
La Unió Gremial es va crear el mes de febrer de l'any 1913 per comerciants, professionals i manufacturers de la ciutat i l'Horta de València. Des de l'inici van mantenir un fort dinamisme en la defensa dels interessos del comerç i la xicoteta indústria valenciana front al proteccionisme i la política aranzelària.
L'any 1917 va promoure la primera fira de mostres d'Espanya on una sèrie d'esdeveniments monogràfics dels diferents sectors industrials valencians donen lloc a l'actual Fira de València.
Acabada la Guerra Civil Espanyola, amb la dictadura franquista, la Unió Gremial va ser dissolta, com la major part d'organitzacions empresarials i sindicats, encara que no són dissolts tots els seus gremis.
La democràcia permet que es restauren els drets i llibertats d'associació i l'any 1977 Unió Gremial torna a restablir-se ràpidament gràcies a les relacions que s'havien mantingut entre els seus gremis. Inscrit amb el número 2 en el registre de sindicats empresarials del número 1 que és el nostre gremi de forners fundat en 1462.
A partir de la fi dels anys 70 comença la creació d'associacions locals de comerciants que, a poc a poc, van integrant-se en la Unió Gremial. Actualment, els autònoms i empresaris associats a les entitats membres de la Unió Gremial superen els 10.000 punts de venda que conjuntament proporcionen feina a més de 30.000 treballadors.
Al llarg de la seua història Unió Gremial ha estat reconeguda amb nombrosos guardons i premis tant per part de les institucions valencianes com per la societat civil. Rep el premi de centenari per la Fira de València en 2013.

## Innovació

### Responsabilitat social corporativa
Unió Gremial és una ferma defensora de l'assumpció de polítiques socialment responsables per part de les seues entitats i empreses federades. En aquest sentit, en col·laboració amb la Fundació per a l'Ètica en els Negocis i les Organitzacions (ÉTNOR) i la Conselleria de Comerç, s'han promogut els estudis Una aproximació ètica al comerç valencià (2008) i Propostes per al desenvolupament del comerç ciutadà (2010).
Compta amb un Llibre blanc, uns estatuts amn llenguatge inclusiu i manté la paritat representativa a tots els òrgans de les seues entitats.

### Fires comercials i activitats de les entitats federades
Unió Gremial col·labora activament en la celebració de les fires comercials i altres activitats de promoció del comerç tradicional i formatives de les entitats federades.

### Participació en congressos, cursos i jornades
Els membres de la Junta Directiva i del Gabinet Tècnic participen, al llarg de l'any, en un important nombre d'activitats representatives de la societat valenciana organitzades per altres entitats.

### Campanyes d'animació comercial
En el seu àmbit territorial d'actuació, Unió Gremial és l'encarregada de coordinar la participació de les entitats adherides en les campanyes de la Confederació. Al llarg de l'any 2014 han estat moltes les associacions i els gremis que han participat de la campanya conjunta amb accions tan diverses com la celebració del Dia del Llibre, el Dia de la Mare, sortejos, la promoció del valencià, l'inici del curs escolar, Nadal...

### Col·laboracions amb l'Ajuntament de València
Unió Gremial manté una comunicació fluida i directa amb l'Àrea de Comerç de l'Ajuntament de València. A més del constant intercanvi d'informació i la participació en diversos organismes (Observatori de Comerç, Junta de Districte de Ciutat Vella, etc.), la federació col·labora en la difusió de totes aquelles campanyes i informacions que poden ser d'interés per al comerç associat.

### NOU GREMIAL
Nou Gremial és un sistema per mitjà del qual d’un mode facilíssim qualsevol comerç de la Comunitat Valenciana pot tindre presència en internet. Moltes vegades els comerços o botigues de barri no facen el pas a internet perquè no saben per on començar. Des de Nou Gremial podran tindre una botiga en línia omplint 4 senzills passos. A més Nou Gremial és també un marketplace, que és una botiga gegant on pots trobar tots els productes de totes les botigues de la Comunitat Valenciana. Qualsevol botiga podrà exportar i mostrar els seus productes per a tindre una major visibilitat en Nou Gremial i posicionar-se en el més alt.

## Sectors
Els membres de la Junta Directiva representen a Unió Gremial en diversos fòrums i institucions en defensa dels interessos de l'empresa tradicional:
Observatori del Comerç de la Comunitat Valenciana, òrgan col·legiat, consultiu i assessor en matèria de comerç, adscrit a la Conselleria d'Indústria, Comerç i Innovació, en el qual estan representats l'administració, les organitzacions de comerciants i les de consumidors.
Junta Arbitral de Consum de la Comunitat Valenciana, en què els directius i tècnics d'Unió Gremial participen com a àrbitres.
Ple de la Cambra de Comerç de València.
Comissió de Comerç Interior de la Cambra de Comerç de València.
Observatori del Comerç de l'Ajuntament de València.
Centro de Estrategias y Desarrollo (CEyD) de l'Ajuntament de València.
Junta Municipal de Ciutat Vella, de l'Ajuntament de València.
Patronat de Fira València, en qualitat d'entitat fundadora.
A més, conscient de la importància de la coordinació del moviment associatiu, Unió Gremial s'integra en
estructures que defensen els interessos de la xicoteta i mitjana empresa en diferents àmbits:
- Confederació de Comerciants i Autònoms de la Comunitat Valenciana (COVACO)
- Foro de Comercio de Benicarló
- Fòrum Empresarial de pimes, microempreses i autònoms de la Comunitat Valenciana
- Federación Nacional de Asociaciones de Trabajadores Autónomos (ATA)

## Presidents
- 1913-1914 José Aupí Ballester
- 1914-1915 Lorenzo Dionis Casasús
- 1915?- 1936? José Grollo Chiarri[2]
- ? - ? Rosario Martínez Navarro
- 1934?-1936? Jaime Verdú Baldó
- 1977-1980 Benjamin Alberola Albert
- 1980-1983 José Antonio Micó Mas
- 1983-1986 José Mas Garcia
- 1986-1988 Juan Gimeno Vicente
- 1988-2004 Vicente Montaner Agustí
- 2004-2012 Encarna Sanchis Saez[3][4]
- 2012-2020 Francesc Ferrer Escrivà[5]
- Desde març de 2020 Juan Motilla Garcia[6]